# Yakovlev Yak-40
Lo Yakovlev Yak-40 (in russo Яковлев Як-40?, Jakovlev Jak-40, nome in codice NATO Codling) è un aereo di fabbricazione sovietica.
Si tratta di un piccolo trimotore a getto ad ala dritta progettato da OKB 115 e sviluppato negli anni sessanta.
Fu utilizzato sia come aereo di linea regionale nell'aviazione civile sia come aereo utility principalmente nella Sovetskie Voenno-vozdušnye sily (VVS), l'Aeronautica militare dell'Unione Sovietica, che in numerose forze aeree filosovietiche.

## Storia del progetto
Costruito per rimpiazzare il Lisunov Li-2 (una variante del Douglas DC-3) e l'Ilyushin Il-14, la caratteristica principale dell'aereo è la possibilità di operare al di fuori degli aeroporti più importanti. È equipaggiato con una scala integrata nella fusoliera ed è in grado di eseguire atterraggi e decolli corti (STOL).
Lo Yak-40 è entrato in servizio la prima volta nel settembre 1968 con la Aeroflot.

## Varianti

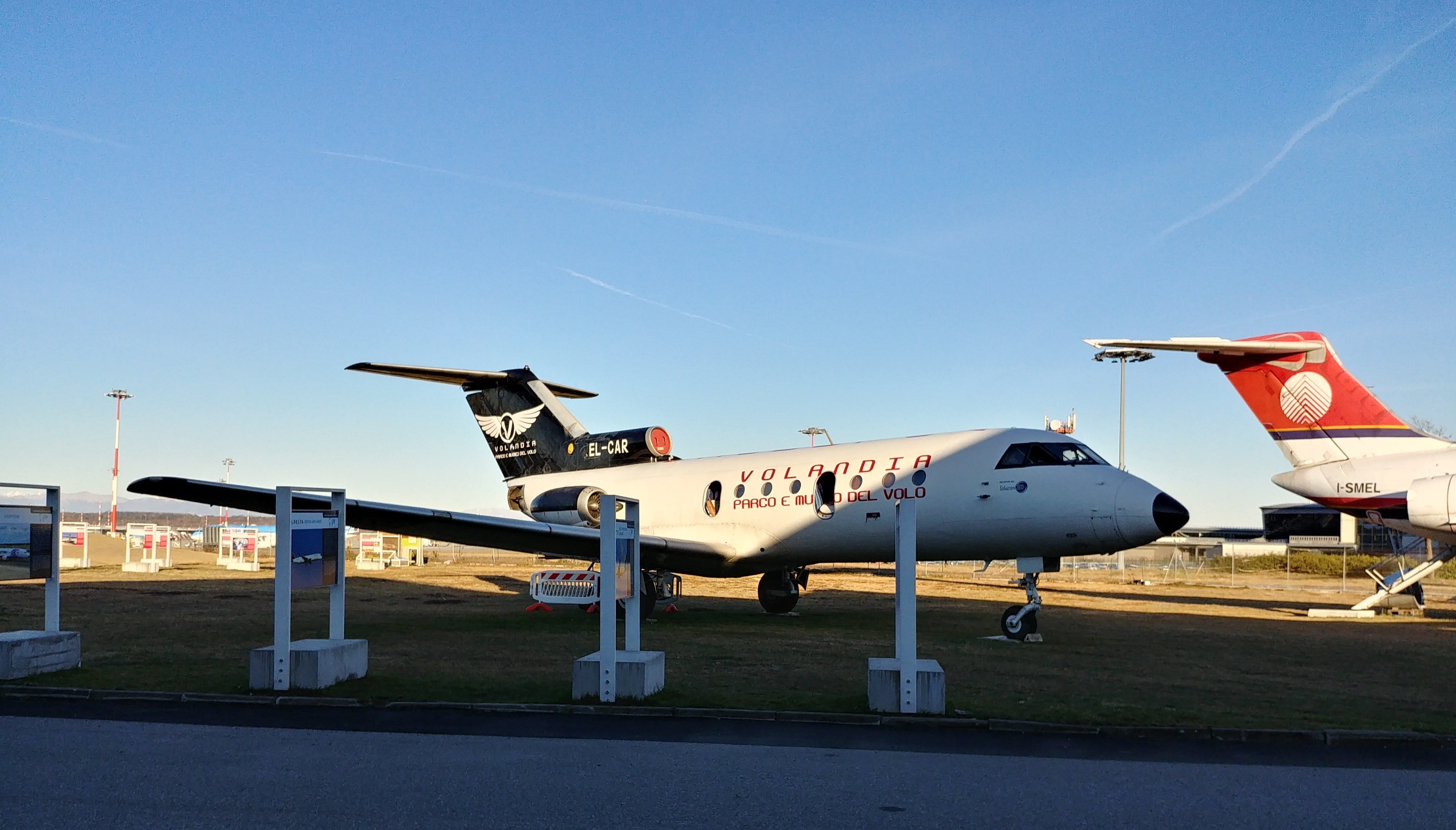
Yak-40 nell'area esterna del Parco e Museo di Volandia

- Yak-40 nell'area esterna del Parco e Museo di VolandiaYak-40 - Il primo modello in produzione.
- Yak-40EC - Versione da esportazione.
- Yak-40K - cargo / convertibile / Versione con un portellone di carico merci più grande.
- Yak-40M - Versione passeggeri da 40 posti.
- Yak-40TL - Versione alimentata da tre motori turboventola Lycoming LF 507.
- Yak-40V - Versione da esportazione alimentata da tre motori AI-25T.

## Utilizzatori

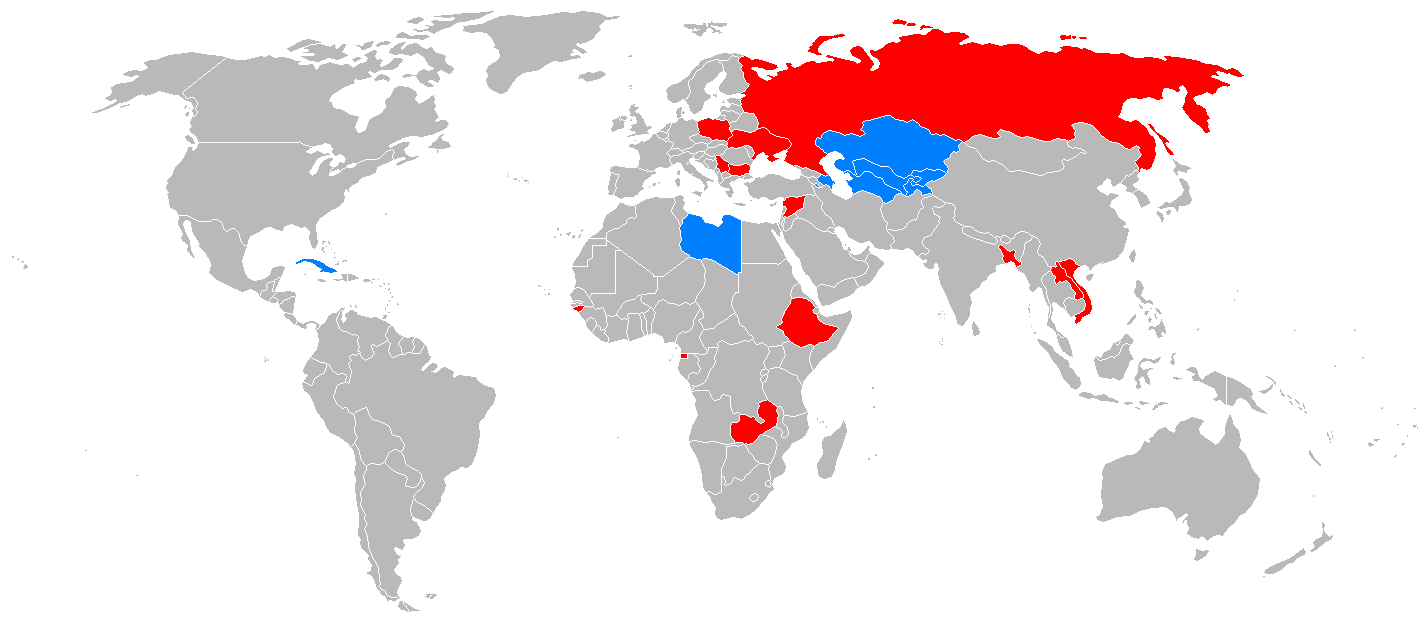
Operatori mondiali dello Yak-40

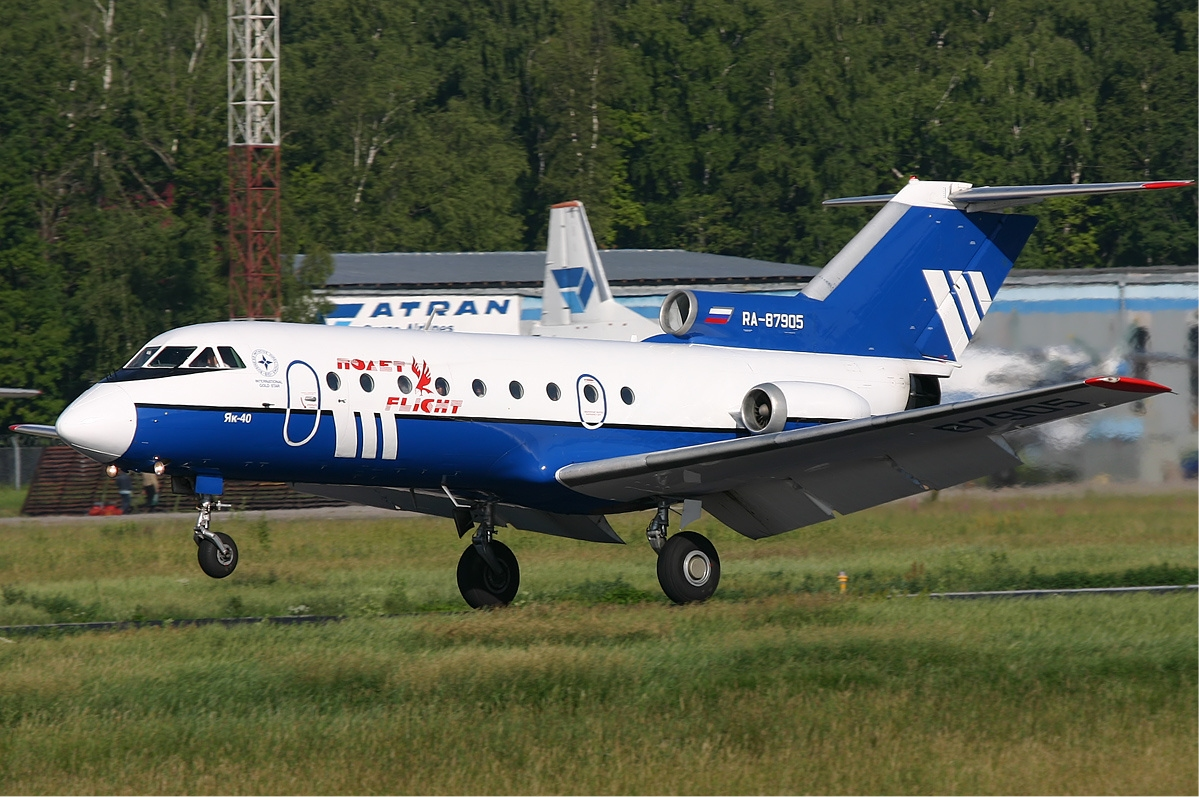
Yakovlev Yak-40 nella livrea della russa Polet Airlines.

### Operatori civili

Uno Yak-40K dell'italiana Alinord nel 1988

Nel novembre 2011, erano in servizio 220 aeromobili su un totale di 996. Gli operatori civili dello Yak-40 sono:
 Afghanistan
- Ariana Afghan Airlines
- Bakhtar Afghan Airlines

 Azerbaigian
- Azerbaijan Airlines (12)

 Bolivia
- Lloyd Aéreo Boliviano

 Bulgaria
- Balkan Bulgarian Airlines
- Hemus Air

 Cuba
- Aerocaribbean (6)
- Cubana

 Rep. Ceca
- CSA Czech Airlines
- Slov-Air

 Egitto
- Egyptair

 Germania Ovest
- General Air

 Italia
- Aertirrena
- Alinord
- Avianova
- Avioligure

 Kazakistan
- Air Kokshetau (6)
- Tulpar Air Service (7)

 Kirghizistan
- Kyrgyzstan Airlines (14)

 Libia
- Air Libya Tibesti (7)

 Lituania
- Air Lithuania

 Moldavia
- Air Moldova (1)

 Filippine
- Interisland Airlines (1)

 Polonia
- Polskie Linie Lotnicze LOT (1)

 Russia
- Aero Rent Airlines
- Belgorod Air Enterprise (6)
- Ak Bars Aero (11)
- Euro-Asia Air
- Gazpromavia (6)
- NPO Saturn Airlines (2)
- Polet Airlines (1)
- Rossija Airlines (6)
- RusLine (2)
- Severstal Air Company (6)
- Tomsk Avia (4)
- Uktus-Avia (7)
- UTair (13)
- Vladivostok Avia (9)
- Volga-Dnepr (7)
- Vologda Air (8)
- Yak Service (3)
- Jakutavia (4)
- Jamal Airlines (6)

 Unione Sovietica
- Aeroflot

 Siria
- Syrian Arab Airlines (6)

 Tagikistan
- Tajik Air (7)
- Tajikistan Airlines

 Turkmenistan
- Turkmenistan Airlines (10)

 Ucraina
- Aerostar Airlines (6)
- Constanta Airline (7)

 Uzbekistan
- ChallengeAero (6)
- Uzbekistan Airways (10)

 Vietnam
- Vietnam Airlines

Altre 88 compagnie aeree operano con un numero inferiore di Yak-40.

### Militari
Bangladesh
- Bangladesh Biman Bahini

 Bielorussia

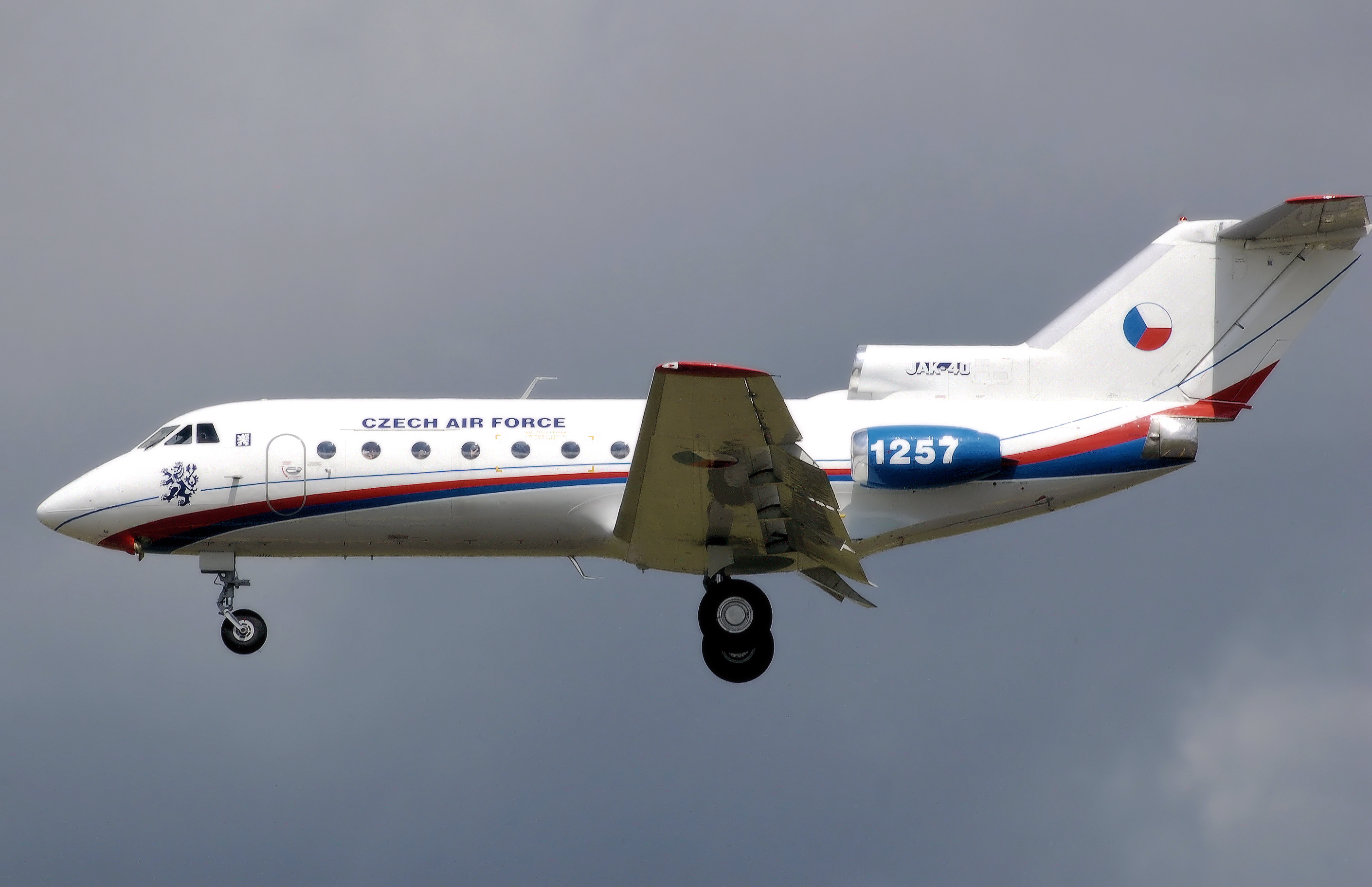
Yak-40 della Vzdušné síly armády České republiky, l'aeronautica militare della Repubblica Ceca.

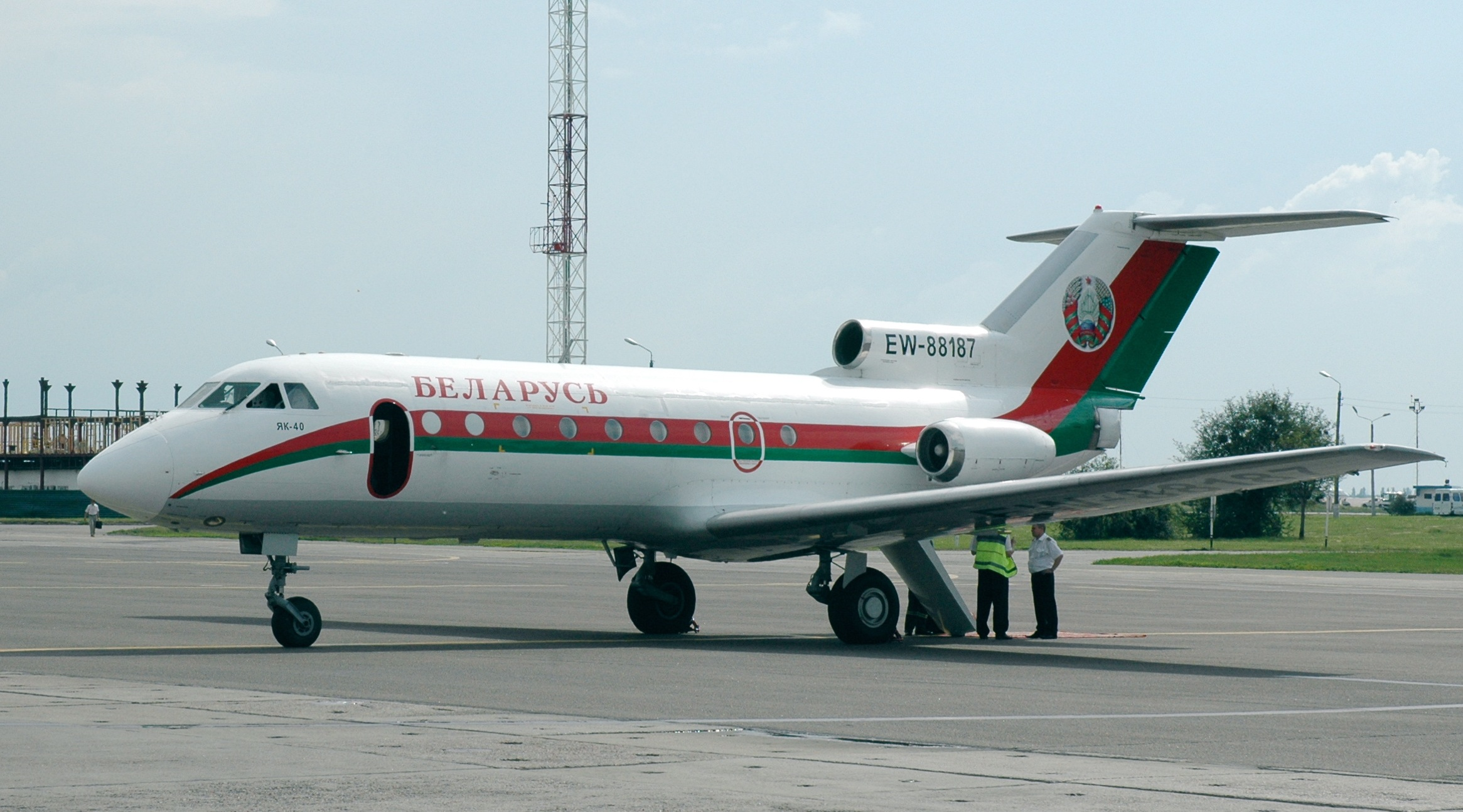
Yak-40 della Belavia Belarusian Airlines operato per il Governo della Bielorussia.

- Voenno-vozdušnye sily i vojska protivovozdušnoj oborony

1 Yak-40 ex sovietico ricevuto nel 1992, ritirato.
 Bulgaria
- Protivovăzdušna Otbrana i Voennovăzdušni Sili

 Cuba
- Defensa Anti-Aérea y Fuerza Aérea Revolucionaria

 Rep. Ceca
- Vzdušné síly armády České republiky

2 Yak-40 (già ex Češkoslovenske Vojenske Letectvo) in servizio dal 1971 al 2 settembre 2020.
 Cecoslovacchia
- Češkoslovenske Vojenske Letectvo

 Cuba
- Defensa Anti-Aérea y Fuerza Aérea Revolucionaria

8 Yak-40 consegnati, 3 in servizio all'aprile 2019.
 Etiopia
- Ye Ithopya Ayer Hayl

1 Yak-40 consegnato ed in servizio al gennaio 2020.
 Guinea Equatoriale
- Fuerza Aérea de Guinea Ecuatorial

 Guinea-Bissau
- Força Aérea da Guiné-Bissau

 Laos
- Lao People's Liberation Army Air Force

 Polonia
- Siły Powietrzne

 Russia
- Voenno-vozdušnye sily Rossijskoj Federacii

 Serbia
- Vazduhoplovstvo i PVO Vojske Srbije

 Siria
- Al-Quwwat al-Jawwiyya al-'Arabiyya al-Suriyya

 Ucraina
- Vijs'kovo-Povitrjani Syly Ukraïny

1 Yak-40 in servizio all'aprile 2018.
 Unione Sovietica
- Sovetskie Voenno-vozdušnye sily

 Vietnam
- Không Quân Nhân Dân Việt Nam

 Jugoslavia
- Jugoslovensko Ratno Vazduhoplovstvo i Protivvazdušna Odbrana

 Zambia
- Zambian Air Force and Air Defence Command

3 Yak-40 ricevuti a partire dal 1977.
 Zimbabwe
- Air Force of Zimbabwe